# Leichtathletik-Halleneuropameisterschaften 2017/Teilnehmer (Österreich)
| Gelbes Symbol für Goldmedaillen mit stilisierten Olympischen Ringen | Graues Symbol für Silbermedaillen mit stilisierten Olympischen Ringen | Braundes Symbol für Bronzemedaillen mit stilisierten Olympischen Ringen |
| ------------------------------------------------------------------- | --------------------------------------------------------------------- | ----------------------------------------------------------------------- |
| —                                                                   | 1                                                                     | —                                                                       |

Die Sportkommission des Österreichischen Leichtathletik-Verbandes (ÖLV) nominierte jeweils vier Athletinnen und Athleten für die Leichtathletik-Halleneuropameisterschaften 2017 in Belgrad, die eine Silbermedaille errangen und einen Landesrekord aufstellten.
Nachdem der Europäische Leichtathletikverband (EAA) die Startberechtigung für Verena Preiner erteilt hatte, konnte am 21. Februar der Österreichische Leichtathletik-Verband (ÖLV) somit ein achtköpfiges Athletenteam bekannt geben.
Andreas Vojta war auch für 1500 Meter gemeldet, ging aber nur über die 3000-Meter-Distanz an den Start.

## Ergebnisse

### Frauen

#### Laufdisziplinen
| Athletin          | Disziplin   | Vorlauf               | Vorlauf               | Halbfinale         | Halbfinale         | Finale             | Finale             |
| Athletin          | Disziplin   | Zeit                  | Platz                 | Zeit               | Platz              | Zeit               | Platz              |
| ----------------- | ----------- | --------------------- | --------------------- | ------------------ | ------------------ | ------------------ | ------------------ |
| Stephanie Bendrat | 60 m        | 7,55 s                | 34                    | nicht qualifiziert | nicht qualifiziert | nicht qualifiziert | nicht qualifiziert |
| Stephanie Bendrat | 60 m Hürden | DQ (Fehlstart R162.7) | DQ (Fehlstart R162.7) | nicht qualifiziert | nicht qualifiziert | nicht qualifiziert | nicht qualifiziert |

#### Fünfkampf
| Athletin       | Disziplin | 60 m Hürden | Hochsprung | Kugelstoßen | Weitsprung | 800 m          | Punkte | Platz  |
| -------------- | --------- | ----------- | ---------- | ----------- | ---------- | -------------- | ------ | ------ |
| Ivona Dadic    | Ergebnis  | 8,45 s PB   | 1,87 m PB  | 13,93 m PB  | 6,41 m PB  | 2:14,13 min    | 4767   | Silber |
| Ivona Dadic    | Punkte SB | 1028        | 1067       | 789         | 978        | 905            | 4767   | Silber |
| Verena Preiner | Ergebnis  | 8,45 s      | 1,72 m     | 14,14 m     | 5,86 m     | 2:10,26 min PB | 4478   | 6      |
| Verena Preiner | Punkte    | 1028        | 879        | 803         | 807        | 961            | 4478   | 6      |

### Männer

#### Laufdisziplinen
| Athlet        | Disziplin | Vorlauf     | Vorlauf | Halbfinale         | Halbfinale         | Finale             | Finale             |
| Athlet        | Disziplin | Zeit        | Platz   | Zeit               | Platz              | Zeit               | Platz              |
| ------------- | --------- | ----------- | ------- | ------------------ | ------------------ | ------------------ | ------------------ |
| Markus Fuchs  | 60 m      | 6,84 s      | 22      | nicht qualifiziert | nicht qualifiziert | nicht qualifiziert | nicht qualifiziert |
| Andreas Vojta | 3000 m    | 7:56,52 min | 6       | –––                | –––                | 8:09,18 min        | 10                 |

#### Sprung/Wurf
| Athlet          | Disziplin  | Qualifikation | Qualifikation | Finale             | Finale             |
| Athlet          | Disziplin  | Höhe/Weite    | Platz         | Höhe/Weite         | Platz              |
| --------------- | ---------- | ------------- | ------------- | ------------------ | ------------------ |
| Julian Kellerer | Dreisprung | 16,33 m PB    | 14            | nicht qualifiziert | nicht qualifiziert |

#### Siebenkampf
| Athlet               | Disziplin | 60 m   | Weitsprung | Kugelstoßen | Hochsprung | 60 m Hürden | Stabhochsprung | 1000 m         | Punkte  | Platz |
| -------------------- | --------- | ------ | ---------- | ----------- | ---------- | ----------- | -------------- | -------------- | ------- | ----- |
| Dominik Distelberger | Ergebnis  | 6,94 s | 7,38 m     | 13,55 m SB  | 1,92 m     | 7,80 s PB   | 5,10 m PB      | 2:42,32 min SB | 6063 PB | 4     |
| Dominik Distelberger | Punkte    | 904    | 905        | 701         | 731        | 1033        | 941            | 848            | 6063 PB | 4     |